# هيلموت باول
هيلموت باول (بالألمانية: Helmut Paul)‏ هو فيزيائي نمساوي، ولد في 4 نوفمبر 1929 في فيينا في النمسا، وتوفي في 21 ديسمبر 2015 في لينتس في النمسا.